# Constructa-Brunnen

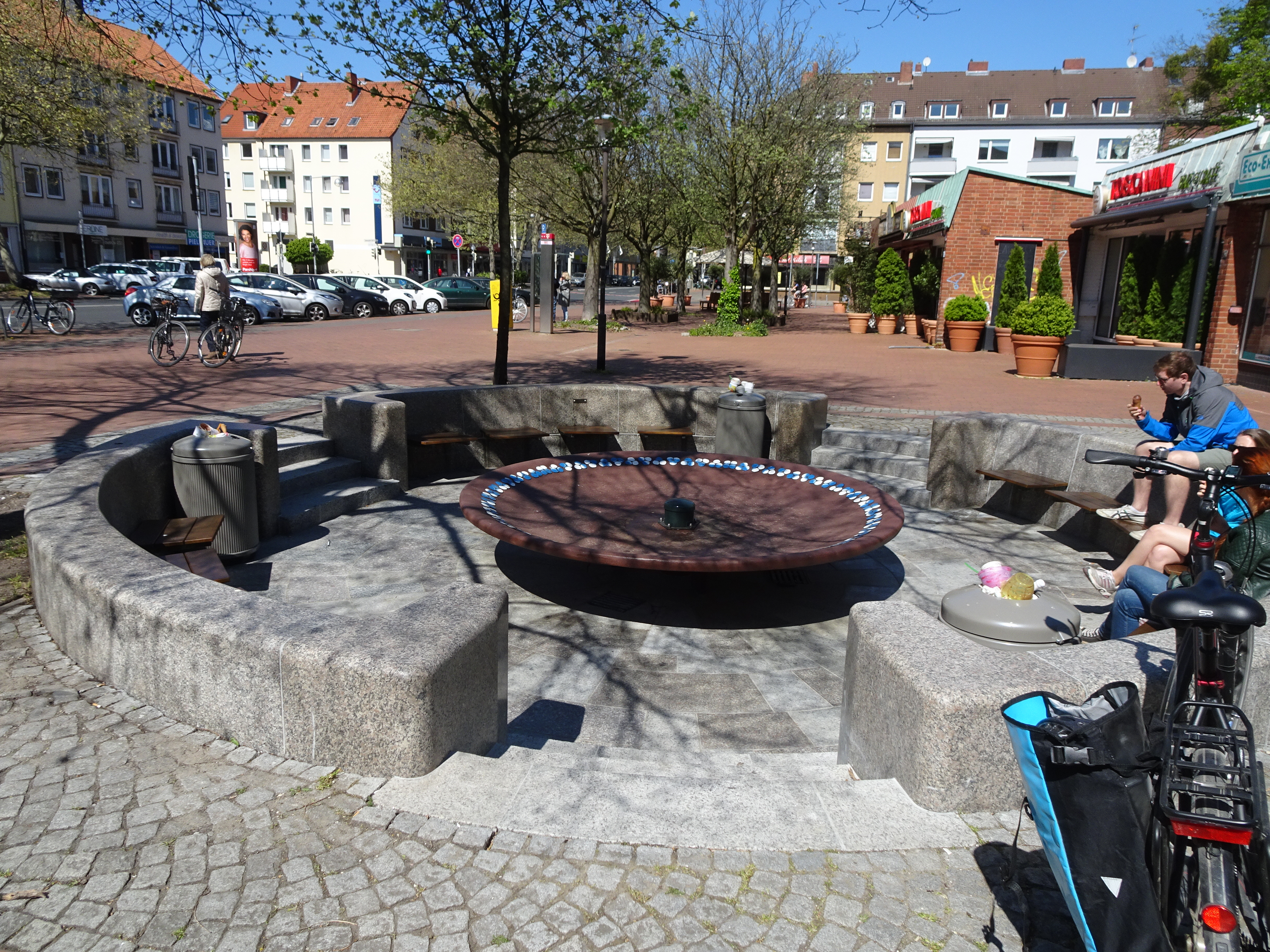
Constructa-Brunnen in Hannover

Der Constructa-Brunnen in Hannover ist eine denkmalgeschützte Brunnenanlage am Wildermuthweg an der Einmündung zur Hildesheimer Straße. Der Platz ist insbesondere für junge Familien mit Kindern ein wichtiger Aufenthalts- und Treffpunkt vor dem gleichnamigen Constructa-Block.
Die Pläne für das gusseiserne Wasserbecken hatte der Architekt Konstanty Gutschow im Jahr 1962 entworfen. Der Künstler Theo Blume schuf die Verzierungen aus Emaille: Aus der Mitte der emaillierten Blüten plätschert bei laufendem Betrieb das Wasser heraus.
Etwa Anfang 2016 wurde der Brunnen für mehr als zwei Jahre stillgelegt. Seitdem wurden – in Abstimmung mit der Denkmalpflege – Restaurierungsarbeiten geplant und durchgeführt. Gemeinsam mit der Instandsetzung der Abwasserleitungen und der Ausbesserung des Bodenpflasters um die Brunnenschale wurden die Gesamtkosten hierfür auf mehr als 60.000 Euro geschätzt. Nach anfänglichen Verzögerungen stellte der im Neuen Rathaus wirkende Stadtsprecher Dennis Dix die Wiederinbetriebstellung des Constructa-Brunnens für die Saison 2019 in Aussicht.